# Нигињо
Леонидио Фантони, најпознатији као Нигињо или Фантони III (Бело Оризонте, 12. фебруар 1912. - 5. септембар 1975) био је професионални фудбалер који је играо на позицији нападача .

## Биографија
Његова породица италијанског порекла је подржавала Крузеиро, тада познат као „Палестра Италија“. Фантони је каријеру започео у том клубу, играјући са својим братом Жоаом Фантонијем ( Нинао ) и њиховим рођаком Отавиом Фантонијем ( Нинињо ). Године 1931. продати су Лацију, где ће бити познати по презименима, попут династије: Нинао је био Фантони I, Нинињо је био Фантони II, а он, Фантони III. Играли су са још једним италијанско-бразилским играчем, Анфилођином Гуаризијем, у тиму Лација познатом као „Бразилазио“. Пре него што се преселио у Италију, Нинињо је освојио државно првенство Минас Жераиса 1928, 1929. и 1930. године.
Године 1935, пошто је имао двојно држављанство, позвала га је италијанска војска да се бори у инвазији на етиопско царство. Оженио се само месец дана раније и одлучио је да се врати у Бразил. Лацио је то одобрио и платио бродску карту. Та година му је била посебно тешка: његов рођак Фантони II је умро од генерализоване инфекције услед прелома носа.
Без формалног овлашћења Лација, Нигињо је прешао у Палмеирас, познат и као Палестра Италија. Играјући тамо од марта до маја, постигао је шест голова у шест утакмица и освојио државно првенство Сао Паола. Након тога, играо је у Васко да Гами 1937. године. У том клубу је добио свој први позив у бразилску фудбалску репрезентацију. Позван је на Светско првенство у фудбалу 1938. као резервни играч Леонидаса да Силве. Нажалост, Италијани су упозорили ФИФА да је Нигињо у нерегуларној ситуацији, да му је потребна дозвола Лација да би играо,  и да је дезертер италијанске војске.
Леонидас се повредио у утакмици против Чехословачке и морао је поново да игра у плеј-офу против Чеха, јер га Нигињо није могао заменити. Његова повреда се погоршала и није био у стању да игра против Италије у полуфиналу.
Године 1939, Нигињо се вратио у Палестра Италију, која је морала да промени име у Крузеиро 1942. године. Освојио је још један tricampeonato, државно првенство Минас Жераиса, 1943, 1944. и 1945. године. Тамо је играо заједно са другим братом, Орландом Фантонијем. Орландо је такође играо у Лацију, поставши познат као Фантони IV.
Нигињо је престао да игра 1947. године, али је био повезиван са Крузеиром све до своје смрти. Као тренер, освојио је tricampeonato 1959, 1960. и 1961. године. Шездесетих година у клубу су играли његови нећаци Бенито Фантони и Фернандо Фантони. Фернандо би такође играо у Лацију, као Фантони V.
Нигињо је преминуо од срчаног удара 1975. године, када је био у посети Крузеиру. Био је један од најбољих стрелаца у историји клуба, постигавши 207 голова на 272 наступа, и највећи идол у претходним годинама.